# Blood+
Blood+ (ブラッド プラス, Buraddo Purasu) és un anime produït per Production I.G i Aniplex i dirigit per Junichi Fujisaku. La sèrie fou llançada en Japó en el canal de satèl·lit d'anime de Sony, Animax, així com en les cadenes MBS, TBS i RKB el 8 d'octubre de 2005. L'episodi final fou llançat el 23 de setembre de 2006. La sèrie també està disponible en internet amb sistema de vídeo continu d'alta resolució proporcionat per AII.co.jp Arxivat 2007-05-04 a Wayback Machine. per a usuaris japonesos d'internet sobre una base de subscripció.